# Europe Today
Europe Today est un quotidien en langue anglaise qui couvre l'actualité d'un point de vue européen. Le journal a été fondé en 2006 et fait partie du groupement de journaux Project Syndicate depuis 2011.
Europe Today est le gagnant national du Prix Charlemagne pour la jeunesse 2011 en Suède.